# NGC 4793
NGC 4793 је спирална галаксија у сазвежђу Береникина коса која се налази на NGC листи објеката дубоког неба.
Деклинација објекта је + 28° 56' 17" а ректасцензија 12h 54m 40,7s. Привидна величина (магнитуда) објекта NGC 4793 износи 11,6 а фотографска магнитуда 12,3. Налази се на удаљености од 38,9000 милиона парсека од Сунца. NGC 4793 је још познат и под ознакама UGC 8033, MCG 5-31-3, CGCG 160-11, IRAS 12522+2912, CGCG 159-116, KUG 1252+292, PGC 43939.